# Bernard Tucker

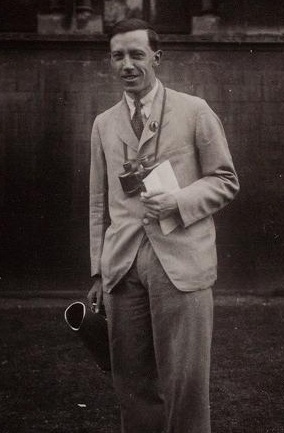
Bernard Tucker, fotografiert von Alexander Wetmore, auf dem 8. International Ornithological Congress in Oxford 1934

Bernard William Tucker (* 22. Januar 1901 in Northaw, Hertfordshire; † 19. Dezember 1950) war ein britischer Ornithologe und Hochschullehrer. Er war Dozent für Zoologie an der University of Oxford, langjähriger Herausgeber der Zeitschrift British Birds und Co-Autor des Standardwerkes The Handbook of British Birds von Harry Witherby. Er war der erste Sekretär des British Trust for Ornithology (BTO) sowie Gründer der Oxford Ornithological Society im Jahr 1921 und einer der Initiatoren des Edward Grey Institute of Field Ornithology im Jahr 1938.

## Leben
Tucker war der Sohn von William und Constance Susan Tucker. Bald nach seiner Geburt zog die Familie nach Chewton Mendip in der Grafschaft Somerset, wo er aufwuchs. Er besuchte die Harrow School und das Magdalen College in Oxford, wo er 1923 seinen Bachelor of Arts mit Auszeichnung machte. Bereits als kleiner Junge war Tucker ein begeisterter Naturforscher und interessierte sich zeitlebens besonders für Amphibien, Reptilien und Vögel. Gefördert durch ein Oxford Scholarship verbrachte er 1924 an der Zoologischen Station Neapel und untersuchte den Parasitismus bei Krebstieren. Während dieses Aufenthaltes lernte er Gladys Allen kennen, die er am 11. Juli 1925 heiratete. Im selben Jahr wurde er zum Demonstrator im Zoologischen Laboratorium der University of Cambridge ernannt. Im Jahr 1926 wurde er Demonstrator und Lecturer für Zoologie und vergleichende Anatomie an der University of Oxford, wo er 1946 als erste Person zum Reader für Ornithologie ernannt wurde. Zusammen mit Edward Max Nicholson spielte Tucker eine Schlüsselrolle beim gemeinsamen Oxford Bird Census im Jahr 1927.
Tuckers wichtigster Beitrag zur zoologischen Literatur war sein Anteil an der stark erweiterten und überarbeiteten fünfbändigen Ausgabe von Witherbys Handbook of British Birds (1938–1941). Er war verantwortlich für die Abschnitte, die sich mit dem Lebensraum, den Feldmerkmalen, den allgemeinen Gewohnheiten, der Stimme und dem Balzverhalten befassen. Tucker beschaffte Informationen für jede Art auf der British List des British Trust for Ornithology, wobei für viele von ihnen die Feldmerkmale noch nie zuvor beschrieben waren. Zu diesem Zweck unternahm er zahlreiche Expeditionen in verschiedene Teile Europas von Spitzbergen und Lappland im Norden bis zu den Mittelmeerländern im Süden.
1934 fungierte Tucker als Schatzmeister beim achten International Ornithological Congress in Oxford.
Tucker starb einen Monat vor seinem 50. Geburtstag nach langer schwerer Krankheit.

## Dedikationsnamen und Ehrungen
Tom Harrisson und C. H. Hartley benannten 1934 die Unterart Dendrocitta sinensis tuckeri der Borneobaumelster (Dendrocitta cinerascens) nach ihm, die jedoch nicht mehr als gültige Unterart angesehen wird. Der BTO verleiht zu seinem Gedenken die Bernard-Tucker-Medaille für Verdienste auf dem Gebiet der Feldornithologie.